# Iquim

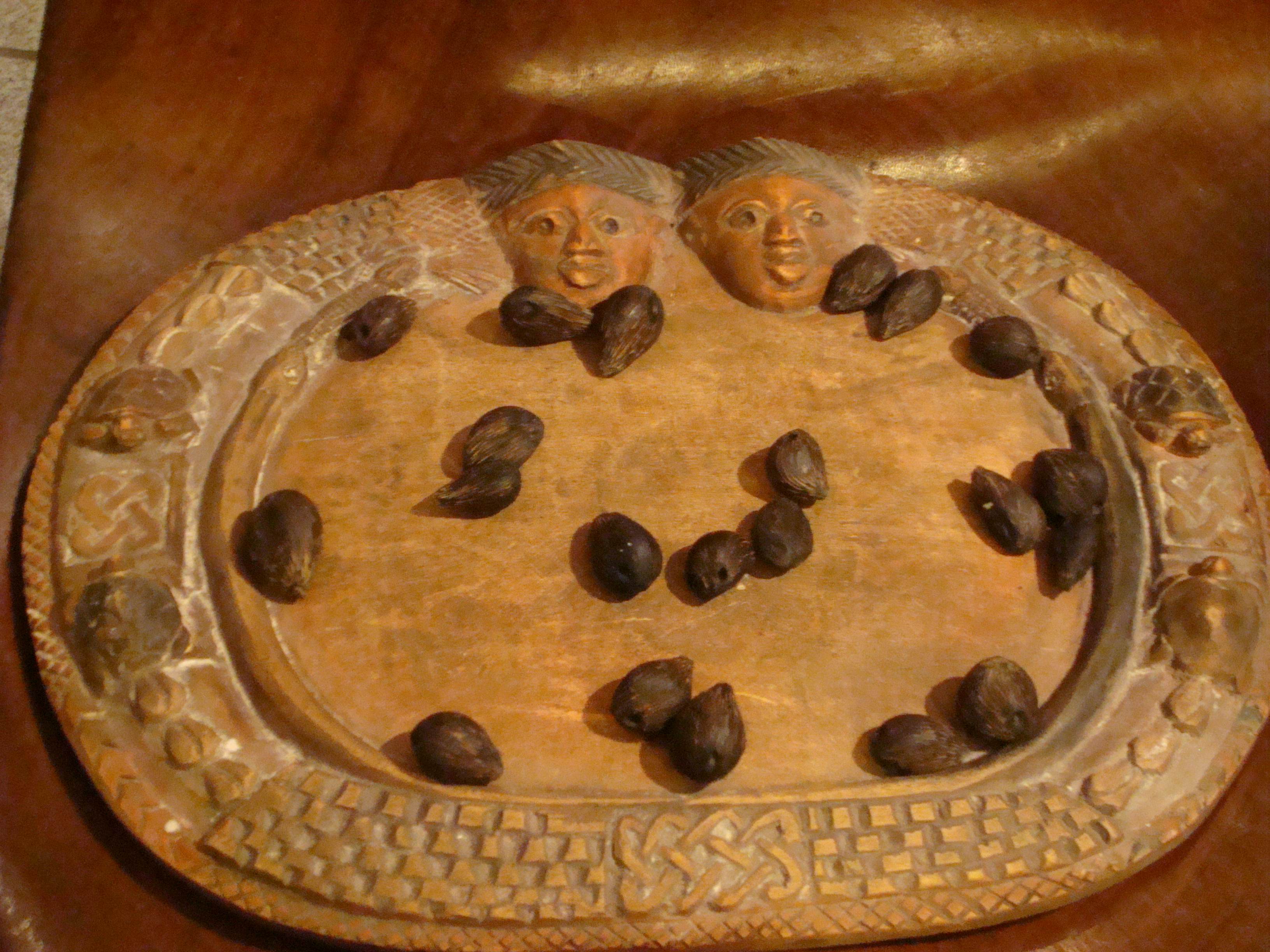
Jogo de iquim

Iquim (pl. iquins; em iorubá: ikin) é o coquinho (noz) de um tipo especial de palmeira de dendê que ao invés de apenas dois olhos como nas palmeiras comuns, apresentam três ou mais olhos. Para serem usados para fins divinatórios no Culto de Ifá tem todo um ritual de extração e preparo especial prévio.